# Bloco ocidental

Os "Três Mundos" da Guerra Fria (entre 30 de abril e 24 de junho de 1975):
Primeiro Mundo: Países alinhados com o Bloco Ocidental (ou seja, OTAN e aliados), liderados pelos Estados Unidos
Segundo Mundo: Países alinhados com o Bloco de Leste (ou seja, Pacto de Varsóvia, China e aliados), liderados pela União Soviética
Terceiro Mundo: O Movimento Não Alinhado, liderado pela Índia e pela Iugoslávia, e outros países neutros

O Bloco Ocidental é um termo informal e coletivo para países capitalistas que foram oficialmente aliados dos Estados Unidos durante a Guerra Fria de 1947-1991. Embora os estados membros da OTAN, na Europa Ocidental e na América do Norte, tenham sido fundamentais para o bloco, este incluía muitos outros países, na região mais ampla da Ásia-Pacífico, no Médio Oriente, na América Latina e em África, com histórias de ideologias e políticas anti-soviéticas, anticomunistas e, em alguns casos, anti-socialistas. Como tal, o bloco opunha-se aos sistemas políticos e às políticas externas dos países comunistas, que se centravam na União Soviética, noutros membros do Pacto de Varsóvia e, geralmente, na República Popular da China. O nome "Bloco Ocidental" surgiu em resposta e como antítese do seu homólogo comunista, o Bloco Oriental. Ao longo da Guerra Fria, os governos e os meios de comunicação ocidentais estavam mais inclinados a referir-se a si próprios como o "Mundo Livre" ou o "Primeiro Mundo", enquanto o bloco oriental era frequentemente referido como "Mundo Comunista" ou menos comumente como o "Segundo Mundo". 

## Características
O bloco era muito heterogéneo, devido à pompa econômica entre os países e aos nacionalismos profundamente enraizados. A descolonização criou o Terceiro Mundo, com países capitalistas que se declaravam na sua maioria não alinhados e tentavam ser neutros. Estes países, nas suas relações internacionais, mantiveram uma política semelhante em relação aos países ricos. Houve numerosos casos de intervenção dos Estados Unidos na política interna de alguns países do Terceiro Mundo, especialmente da América Latina, particularmente aqueles que ameaçavam sair da sua órbita de influência ou construir políticas independentes não alinhadas com nenhum dos dois blocos concorrentes. Os primeiros casos, na década de 1950, ocorreram em dois países com governos nacionalistas, como Guatemala e Irã, bem como tentativas contra governos comunistas no Terceiro Mundo, como o apoio à Invasão da Baía dos Porcos para esmagar a Revolução Cubana. Nas décadas seguintes, as intervenções tornar-se-iam muito mais metódicas e numerosas, coordenadas através da Escola das Américas, da Operação Condor e da Doutrina de Segurança Nacional, o que levou a uma onda de ditaduras militares na América Latina durante as décadas de 1970 e 1970. 
O Japão tornou-se uma grande potência, competindo com os Estados Unidos e a Europa e tendendo a defender os seus interesses.  O mundo árabe foi unificado sob a Liga Árabe, sendo motivo de dissidência dentro do bloco. Além disso, tendia ao fundamentalismo e lutou abertamente contra Israel, que era apoiado pelos Estados Unidos.  Em 1960, foi fundada a OPEP, que controlará os preços do petróleo, principal fonte de energia do mundo. Mas o seu controlo teve maior importância para o bloco capitalista, uma vez que o bloco comunista tinha as suas próprias fontes de abastecimento. Em 1973, o aumento do preço do petróleo desencadeou uma crise econômica que afetou todo o mundo capitalista, até que em 1986 os preços do petróleo caíram novamente. 
Neste bloco também ocorreram tendências totalitárias ou ditatoriais, na maioria dos países descolonizados que se alinharam com este bloco, bem como Espanha e mesmo em alguns países da OTAN como Grécia e Portugal. 

No bloco ocidental, as relações internacionais também têm sido dominadas por organizações económicas como o Banco Mundial e o Fundo Monetário Internacional e o Acordo Geral sobre Tarifas e Comércio. Após a Segunda Guerra Mundial, o poder dos Estados Unidos contrastou com a situação das economias europeias, arruinadas pela guerra. Vários acordos foram assinados, especialmente o Plano Marshall. 

Situação política na Europa durante a Guerra Fria

## Associações do Bloco Ocidental de 1947–1991

### OTAN
- Bélgica*
- Canadá*
- Dinamarca*
- França*
- Alemanha Ocidental (1955–1990)
- Grécia (a partir de 1952)
- Islândia*
- Itália*
- Luxemburgo*
- Países Baixos*
- Noruega*
- Portugal*
- Espanha (a partir de 1982)
- Turquia (a partir de 1952)
- Reino Unido*
- Estados Unidos*

* Indica um estado-membro fundador

### FIVE EYES
- Austrália
- Canadá
- Nova Zelândia
- Reino Unido
- Estados Unidos

### ANZUS
- Austrália
- Nova Zelândia
- Estados Unidos

### Estados comunistas ou socialistas antissoviéticos(até1989)
- China (a partir de 1961)
- Kampuchea Democrático (a partir de 1978)
  -  Governo de Coalizão do Kampuchea Democrático (a partir de 1982)
- República Socialista da Romênia (a partir de 1964)
- Iugoslávia (a partir de 1948)

### Pacto de Associação Livre
- Ilhas Marshall
- Estados Federados da Micronésia
- Palau
- Estados Unidos

### METO, Pacto de Bagdá, CENTO(até 1979)
- Irã Pahlavi (até 1979)
- Reino do Iraque (até 1958)
- Paquistão (até 1979)
- Turquia (até 1979)
- Reino Unido (até 1979)

### Tratado do Rio
- Argentina
- Bahamas (a partir de 1982)
- Bolívia (até 2005)
- Brasil
- Chile
- Colômbia
- Costa Rica
- República de Cuba (1902–1959)(até 1959)
- República Dominicana (até 1990)
- Equador (até 2012)
- El Salvador
- Guatemala
- Honduras
- México
- Nicarágua (até 1979)
- Panamá
- Paraguai
- Peru
- Trinidad e Tobago (a partir de 1967)
- Estados Unidos
- Uruguai
- Venezuela (até 1999, voltou em 2019 por Juan Guaidó)

Mapa dos membros da SEATO em 1959, mostrado em azul

### SEATO
- Austrália
- Reino do Camboja (até 1956)
  -  República Khmer (1970–1975)
- França
- Reino do Laos (até 1975)
- Nova Zelândia
- Paquistão
- Filipinas
- Vietnã do Sul (até 1975)
- Tailândia
- Reino Unido
- Estados Unidos

### Região Oriente Médio/Norte da África
- República Islâmica do Afeganistão (2001–2021)
- Bahrein
- Egito (a partir de 1979)
- Irã Pahlavi (até 1979)
- Iraque Ba'athista (até 1990)
- Israel
- Jordânia
- Kuwait
- Líbano
- Líbia (antes de 1969, a partir de 2011)
- Marrocos
- Omã
- Catar
- Arábia Saudita
- Somália (desde 1977)
- Sudão (1971-1985, 2019–2021)
- Oposição Síria
- Tunísia
- Turquia (até 2009)
- Emirados Árabes Unidos
- Iêmen (Governo Hadi)
  -  República Árabe do Iêmen (1962–1990)

### Parceiros da Ásia, Sudeste Asiático e Oceania
- Japão
- Coreia do Sul
- Taiwan
- Austrália
- Nova Zelândia
- Índia
- Paquistão
- Butão
- Indonésia
- Filipinas
- Tailândia
- Malásia
- Singapura
- Brunei (a partir de 1984)
- Vietnã (a partir de 1995)

### Outros
- Bielorrússia (1991–1994)
- Bósnia e Herzegovina
- Chipre
- Império Etíope (depois de 1974)
- República Khmer (1970–1975)
- Kosovo
- Rússia (1991–1999)
- África do Sul
- Berlim Ocidental
- Zaire

## Associações alinhadas ao Ocidente pós-1991

### OTAN
- Albânia (a partir de 2009)
- Bélgica*
- Bulgária (a partir de 2004)
- Canadá*
- Croácia (a partir de 2009)
- República Tcheca (a partir de 1999)
- Dinamarca*
- Estônia (a partir de 2004)
- Finlândia (a partir de 2023)
- França*
- Alemanha*
- Grécia*
- Hungria (a partir de 1999)
- Islândia*
- Itália*
- Letônia (a partir de 2004)
- Lituânia (a partir de 2004)
- Luxemburgo*
- Montenegro (a partir de  2017)
- Países Baixos*
- Macedônia do Norte (a partir de 2020)
- Noruega*
- Polônia (a partir de 1999)
- Portugal*
- Romênia (a partir de 2004)
- Eslováquia (a partir de 2004)
- Eslovênia (a partir de 2004)
- Espanha*
- Suécia (a partir de 2024)
- Turquia*
- Reino Unido*
- Estados Unidos*

* Indica um estado-membro fundador

### Aliado importante extra-OTAN(MNNA)
- Austrália (a partir de 1987)
- Egito (a partir de 1987)
- Israel (a partir de 1987)
- Japão (a partir de 1987)
- Coreia do Sul (a partir de 1987)
- Jordânia (a partir de 1996)
- Nova Zelândia (a partir de 1997)
- Argentina (a partir de 1998)
- Bahrein (a partir de 2002)
- Filipinas (a partir de 2003)
- Tailândia (a partir de 2003)
- Taiwan (de facto) (a partir de 2003)
- Kuwait (a partir de 2004)
- Marrocos (a partir de 2004)
- Paquistão (a partir de 2004)
- Afeganistão (2012–2021)
- Tunísia (a partir de 2015)
- Brasil (a partir de 2019)
- Colômbia (a partir de 2022)
- Catar (a partir de 2022)

### Parceiros do Médio Oriente
- Bahrein
- Egito
- Iraque (a partir de 2004)
- Israel
- Jordânia
- Kuwait
- Marrocos
- Catar
- Arábia Saudita
- Sudão
- Tunísia
- Emirados Árabes Unidos

### Parceiros da Ásia, Sudeste Asiático e Oceania
- Japão
- Coreia do Sul
- Taiwan
- Tailândia
- Nova Zelândia
- Filipinas
- Austrália
- Índia
- Paquistão
- Indonésia
- Mongólia
- Malásia
- Brunei
- Butão
- Singapura
- Vietnã

### Parceiros Interamericanos
- Argentina
- Brazil
- Chile
- Colombia
- Costa Rica
- Dominican Republic
- Ecuador
- El Salvador
- Guatemala
- Honduras
- Mexico
- Panama
- Paraguay
- Peru
- Uruguay

### Diálogo de Segurança Quadrilateral
- Estados Unidos
- Índia
- Austrália
- Japão

### Outros
- Azerbaijão
- Áustria
- Bósnia e Herzegovina
- Chipre
- Geórgia
- Irlanda
- Kosovo
- Malta
- Moldávia
- Ucrânia (a partir de 2014)